# Infinix Mobile
Infinix Mobile es una compañía de teléfonos inteligentes con sede en Hong Kong, fundada en 2013 por Sagem Wireless y Transsion Holdings. La empresa tiene centros de investigación y desarrollo entre Francia y Corea y diseña sus teléfonos en Francia. Los teléfonos móviles Infinix se fabrican en Francia, Bangladés, Corea, Hong Kong, China, India, Perú, Colombia, Ecuador, Paraguay, Costa Rica, Panamá, Nicaragua, Guatemala, México, Estados Unidos, Chile, Venezuela, Argentina, Turquía, Bolivia y Pakistán y están disponibles en  Asia, América del Sur, América Central, América del Norte, Europa y en unos 30 países de Oriente Medio y África, incluidos Marruecos, Bangladés, Kenia, Nigeria, Egipto, Irak, Pakistán y Argelia.
Infinix Mobile se convirtió en la primera marca de teléfonos inteligentes que fabricaba en Pakistán. La empresa sigue aumentando su inversión para contribuir a impulsar su producción.
En 2017, Infinix Mobile ganó cuotas de mercado en Egipto, subiendo al tercer lugar después de Samsung y Huawei.
El 8 de mayo de 2018, Infinix Mobile Nigeria firmó un acuerdo de patrocinio con David Adedeji Adeleke (Davido) como embajador de la marca móvil nigeriana de 2018.
El 25 de junio de 2020, Infinix Mobility anunció la primera gama de televisores inteligentes para el mercado de la electrónica de Nigeria.
El 18 de diciembre de 2020, Infinix lanzó oficialmente su nuevo Infinix X1 Smart Android TV en el mercado indio con dos modelos de 32 y 43 pulgadas de pantalla.
En mayo de 2021, Infinix Mobile se aventuró en las computadoras portátiles y presentó la serie INbook X1. Se espera que la computadora portátil de primera categoría esté en Egipto, Indonesia y Nigeria.
Infinix es el patrocinador principal de la Superliga de India Mumbai City FC.

## Web links
- Sitio web oficial
- Wikimedia Commons alberga una categoría multimedia sobre Infinix Mobile.
- Esta obra contiene una traducción  derivada de «Infinix Mobile» de Wikipedia en inglés, publicada por sus editores bajo la Licencia de documentación libre de GNU y la Licencia Creative Commons Atribución-CompartirIgual 4.0 Internacional.

- Datos: Q30594096
- Multimedia: Infinix Mobile / Q30594096